# Christian Mayer (esquiador)
Christian Mayer (Villach, 10 de enero de 1972) es un deportista austríaco que compitió en esquí alpino.

## Trayectoria
Participó en tres Juegos Olímpicos de Invierno, entre los años 1992 y 1998, obteniendo dos medallas de bronce, en Lillehammer 1994 (eslalon gigante) y en Nagano 1998 (combinada).
Ganó una medalla de bronce en el Campeonato Mundial de Esquí Alpino de 1999, en la prueba de eslalon. En la Copa del Mundo consiguió siete victorias y veintitrés podios en total.
En 1998 recibió la Condecoración de Honor de Plata de la Orden al Mérito de la República de Austria. Estudió Gestión Deportiva en la Universidad de Klagenfurt.

## Palmarés internacional
| Juegos Olímpicos   | Juegos Olímpicos                   | Juegos Olímpicos  | Juegos Olímpicos |
| Año                | Lugar                              | Medalla           | Prueba           |
| ------------------ | ---------------------------------- | ----------------- | ---------------- |
| 1994               | Lillehammer (Noruega)              | Medalla de bronce | Eslalon gigante  |
| 1998               | Nagano (Japón)                     | Medalla de bronce | Combinada        |
| Campeonato Mundial |                                    |                   |                  |
| Año                | Lugar                              | Medalla           | Prueba           |
| 1999               | Vail/Beaver Creek (Estados Unidos) | Medalla de bronce | Eslalon          |